# گرگری سفلی
گرگری سفلی، روستایی از توابع بخش مرکزی شهرستان امیدیه در استان خوزستان ایران است.

## جمعیت
این روستا در دهستان آسیاب قرار دارد و براساس سرشماری مرکز آمار ایران در سال ۱۳۸۵، جمعیت آن ۳۶۷ نفر (۷۱خانوار) بوده‌است.